# Sergio Badilla Castillo
Sergio Badilla Castillo (født 30. november 1947) er en chilensk digter. Han anses for at være en af de vigtigste latinamerikanske digtere i den spansksprogede verden.[kilde mangler] Han er skaberen af den poetiske transrealisme i moderne lyrik og hans indflydelse gør sig direkte gældende hos senere generationer af digtere rundt om i verden, som derved viderefører den digteriske fantasi, der præger Castillos digtning.[kilde mangler]
Poeten har i et interview udtalt, at han betragter sig selv som "[en] tilværelse som lever mellem tidens illusion og billedernes dialog i det tidlige univers".
Hans seneste digtsamlinger blev modtaget meget varmt af den samtidige kritik. De "tager læseren med på en rejse i en vildtvoksende labyrint af fascinerende, figurative billeder".[kilde mangler]

## Vigtige værker
- La Morada del Signo. (Tegnets opholdssted), Stockholm; Bikupa, 1982. Digte.
- Cantonírico (Oniriske sang), Madrid; Ediciones LAR, 1983. Digte.
- Reverberaciones de Piedras Acuáticas (Tilbagespejler av vandstener), Stockholm; Bikupa, 1985. Digte.
- Terrenalis. Stockholm; Bikupa, 1988. Digte.
- Saga Nórdica. (Nordisk saga), Stockholm; Bikupa. 1995. Digte.
- La Mirada Temerosa del Bastardo (Bastardens frygtede blik), Valparaisos Regionale Kulturråd. 2003. Digte
- Poemas Transreales y Algunos Evangelios (Transrealistiske digte og nogle evangelier) Aura Latina, 2005. Digter.